# Henri-Hugues VIII de Dabo
Henri-Hugues VIII de Dabo (en allemand Dagsburg), mort après 1137, fut comte de Dabo et de Moha.

## Biographie
Hugues est le fils d'Albert Ier, comte de Moha et d'Eguisheim puis de Dabo, et de sa première épouse Hedwige, dont il hérite des biens. Il n'est cependant connu que par le biais de quelques actes. Michel Parisse souligne que la « filiation des chefs de famille depuis Hugues VI jusqu'à Albert II n'est pas aisée. La date des décès n'est pas connue, il y eut des minorités, les noms sont doubles au XIIe siècle. »
Une charte datée du 20 juin 1107 relève que le « comes Albertus » a fait une donation à Saint-Léon de Toul, qui est confirmée par « Hugo filius Alberti comitis iam defuncti » et ensuite par l'empereur Henri V du Saint-Empire
à la demande de « Girardi comitis, Godefridi comitis, Fulmari comitis ». « Counradus Dux de Zaringen, Gotefridus comes palatinus de Calewo, Adelbertus Comes de Lewinstein fratruelis eiusdem Gotefridi palatini, Hugo comes de Tagesburc, Volmarus Comes de Huneburc, Willehelmus Comes de Lucelenburc, Addelbero Comes de Areburc et frater eius Herimannus et ipse Comes Counradus de Horeburc… » sont témoins d'une charte en 1123 par laquelle l'empereur Henri V confirme la fondation du monastère d'Alpirsbach.
« Hugo comes » donne enfin des propriétés au monastère de Lüders pour l'âme de son « patris sui… Albertis comitis et avunculi sui Brunonis archidiaconis Tullensis » c'est-à-dire « Pour l'âme de son père le comte Albert et de son oncle Brunon archidiacre de Toul » par une charte datée de 1137.

## Union et postérité
Henri Hugues épouse une certaine Gertrude d'origine inconnue qui lui donne :
- Hugues IX qui devient également comte de Metz ;
- Clémence (morte avant 1169) épouse Henri Ier de Salm.
- Petronille qui épouse Liébaut II de Bauffremont, baron de Bauffrémont
- Mathilde

## Source
- Michel Parisse Noblesse et chevalerie en Lorraine médiévale Publication Université de Nancy II, Nancy 1982  (ISBN 2864801272), annexe 27, « Dabo » p. 375.